# 브루송
브루송(Brusson, 프랑스어 발음 (도움말·정보), 발도탱: Breutson; 이심 월저어: Brütze; 그레소네이 월저어: Britze)은 이탈리아 발레다오스타주의 왼쪽 계곡인 아야스 계곡에 있는 마을이자 코무네이다.

## 설명
이곳은 여름과 겨울 휴가지로 잘 알려져 있으며, 풍부한 크로스컨트리 스키 트레일로 더욱 유명하다. 몬테로사산을 오르기 위한 좋은 출발점이기도 하다. 브루송은 몇몇 월드컵 경기에 사용되는 크로스컨트리 스키 트레일이 있는 몬테로사 스키 지역의 일부이다. 아야스 계곡을 생뱅상과 연결하는 콜 데 주 산길로 이어지는 도로에는 나폴레옹 보나파르트가 1800년에 목마름을 해소했다고 전해지는 샘이 있다. 1899년에 발견된 발레다오스타주에서 가장 중요한 금광인 샤무시라-페닐리아즈 광산도 이 코무네에 위치하며 1900년부터 1980년대 말까지 운영되었다.

### 랜드마크
- 그레인스성
- 팔라시나즈호

- 브링게즈호
- 옛 샤무르시라-페닐라즈 광산의 금 표본

## 촌락

### 에스툴
에스툴 마을은 해발 1,850 m (6,070 ft)에 위치하며 목초지와 소나무 숲이 특징이다. 브루송 코무네의 일부이며, 브루송에서 2.67 km (1.66 mi) 떨어져 있다. 에스툴 마을에는 9가구가 살고 있으며 총 19명의 주민이 있다. 이 마을에는 52개의 건물이 있지만 41개만 사용되며 그 중 32개는 주거용이고 9개는 상업용 또는 기타 용도로 사용된다.
메수아레 계곡 상류, 아야스 계곡의 동쪽에 위치한다. 브루송의 중심 마을에서 경사가 가파르지만 통행 가능한 아스팔트 도로를 통해 마을에 도달할 수 있으며, 이 도로는 해발 1892m에서 끝난다.

## 자매 도시
- 포리오, 이탈리아 (2008)